# Altlinster
Altlinster (luxemburgisch Allënsterⓘ) ist eine Ortschaft in der Gemeinde Junglinster im Kanton Grevenmacher im Großherzogtum Luxemburg.

## Lage
Altlinster liegt im Tal der Weißen Ernz, die durch das Dorf fließt. Nachbarorte sind im Westen Weyer, im Nordosten Godbringen, im Osten Junglinster, im Süden Burglinster und im Südwesten Imbringen. Erschlossen wird der Ort über die Straßen CR 101 und CR 130. 

## Allgemeines
Altlinster ist ein kleines, landwirtschaftlich geprägtes Dorf. In der Ortsmitte steht die Hubertuskapelle.